# Gare de Poggio - Riventosa
La gare de Poggio - Riventosa est une gare ferroviaire française de la ligne de Bastia à Ajaccio (voie unique à écartement métrique).  C'est un arrêt facultatif situé sur le territoire de la commune de Riventosa, en contrebas du village de Poggio-di-Venaco, dans le département de la Haute-Corse et la Collectivité territoriale de Corse (CTC).
Elle fut mise en service en 1894 par la Compagnie de chemins de fer départementaux (CFD). C'est une halte des Chemins de fer de la Corse (CFC) desservie par des trains « grande ligne ». Arrêt facultatif (AF), il faut signaler sa présence au conducteur pour qu'il y ait un arrêt du train.

## Situation ferroviaire
Établie à 545 mètres d'altitude, la gare de Poggio - Riventosa est établie au point kilométrique (PK) 82,0 de la ligne de Bastia à Ajaccio (voie unique à écartement métrique), entre les gares de Corte et de Venaco.

## Histoire
La « station de Poggio » fut mise en service le 3 décembre 1894 par la Compagnie de chemins de fer départementaux (CFD) lors de l'ouverture à l'exploitation de la section de Vivario à Corte et de la totalité de la ligne de Bastia à Ajaccio. L'adjudication pour la construction des bâtiments de la station date du 27 mars 1892.
Les installations furent utilisées jusque vers les années 1960, puis le bâtiment voyageurs et la halle à marchandise furent fermés et désaffectés. 
Lors des travaux de rénovation de la ligne, l'ancienne voie d'évitement a été déposée, ainsi que les deux aiguillages, les croisements des trains se font depuis dans la gare de Venaco.

## Service des voyageurs

### Accueil
Halte CFC, c'est un point d'arrêt non géré (PANG) à accès libre. Arrêt facultatif  (AF) : le train ne s'arrête que si la demande a été faite au conducteur.

### Desserte
Poggio - Riventosa est desservie par des trains CFC « grande ligne » de la relation Bastia (ou Corte) - Ajaccio.

### Intermodalité
Le stationnement des véhicules est possible à proximité.

## Patrimoine ferroviaire
Sur le site sont toujours présents : l'ancien bâtiment voyageurs abandonné en ruines, l'ancienne halle à marchandises utilisée à une époque de commerce de bonbonne de gaz, et la maison du garde-barrière en contrebas à l'Est dans la courbe de la voie ferrée.